# Embaixada de Israel no Brasil

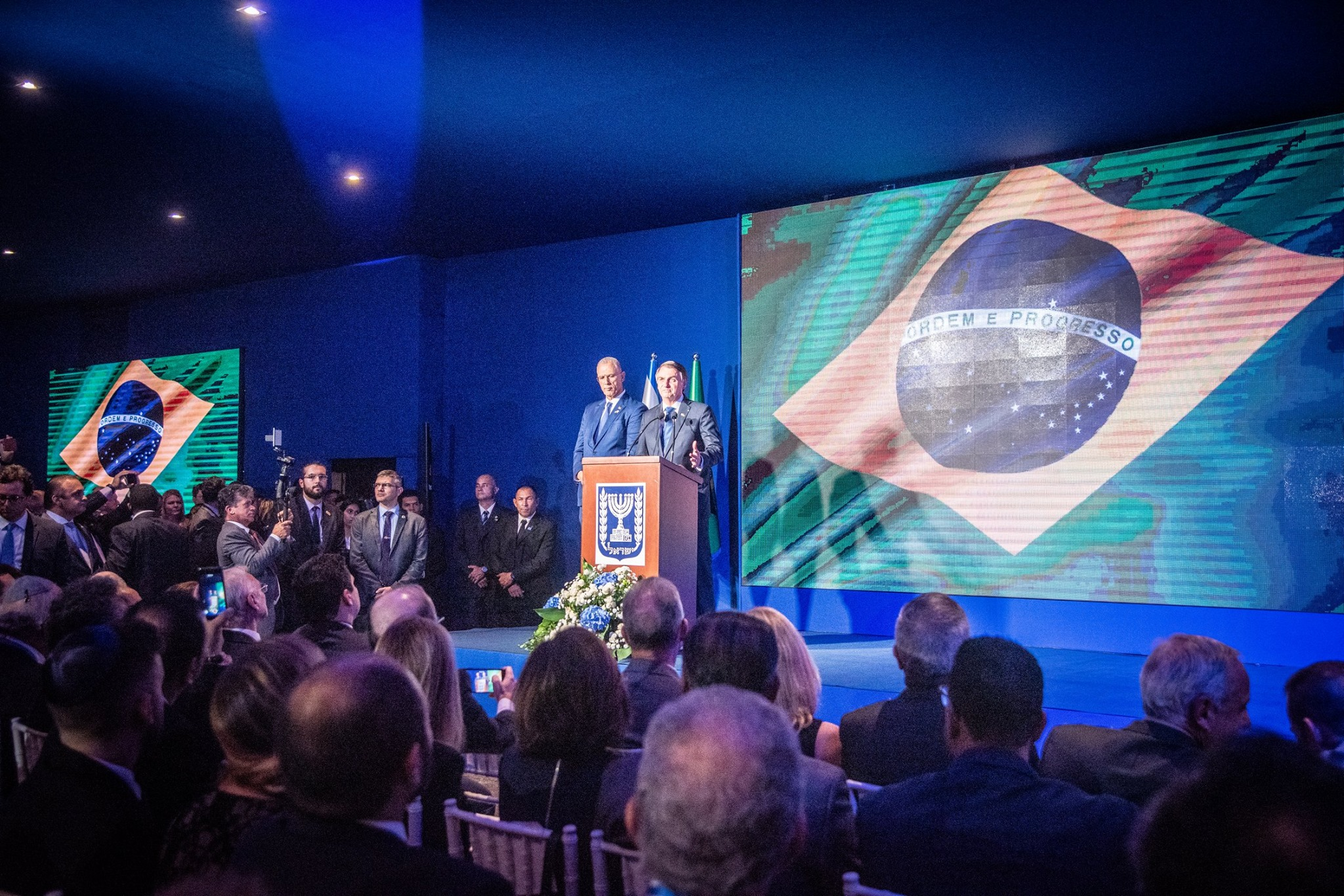
Embaixador Yossi Shelley e presidente Jair Bolsonaro durate a celebração dos 71 anos de Israel na embaixada

A embaixada de Israel no Brasil é a representação diplomática oficial do Estado de Israel na República Federativa do Brasil, localizada na capital brasileira, Brasília.
O Sr. Yossi Avraham Shelley é o atual embaixador e está na função desde 2017. Israel também possui um consulado-geral, localizado em São Paulo, no qual o Sr. Alon Lavi é o cônsul-geral.

## Primeiros anos
A embaixada foi inicialmente estabelecida na antiga capital do Brasil, Rio de Janeiro, e foi chefiada pelos embaixadores David Shantiel (1952); Arieh Aroch (1956); Yosef Tekoa (1960); Arieh Eshol (1962).
Em 1964, o embaixador de Israel, Yossef Nahmias, recebeu da prefeitura de Brasília o lote 38 da Avenida das Nações para a construção da futura embaixada.
Em 1971, a embaixada mudou-se para Brasília, instalando-se temporariamente no edifício Gilberto Salomão, no Setor Comercial Sul, já chefiada pelo embaixador Itzhak Harkavi, até 1973.
Em 9 de agosto de 1973, liderada pelo embaixador Mordechai Shnnerson, foi lançada a pedra fundamental da embaixada de Israel em Brasília, com a presença do ministro das Relações Exteriores de Israel, Sr. Abba Eban, e do governador do Distrito Federal, coronel Hélio Prates da Silveira. A construção da embaixada de Israel e da residência do embaixador começou em 1974 e foi concluída em 1977, sob a liderança do embaixador Moshe Erel, que encerrou sua missão em 1980.

## Construção da embaixada

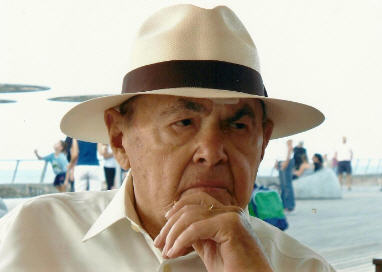
Arquiteto David Reznik, responsável pelo projeto do edifício da embaixada de Israel no Brasil

O plano para a construção da embaixada, uma estrutura planejada centralmente com apenas um andar, é inspirado na forma da cruz grega (com quatro braços iguais), colocada em um leve ângulo em cima de outra cruz grega.
A residência do embaixador é uma estrutura moderna com dois andares, também localizada no terreno da embaixada.
O responsável pelo projeto da chancelaria e residência foi o arquiteto David Reznik, israelense nascido no Brasil em 1924. Ele foi contratado, ainda estudante, pela empresa de Oscar Niemeyer, "o maior arquiteto brasileiro do século XX". Reznick trabalhou com Niemeyer por quatro anos, alegando que durante esse tempo ele aprendeu os princípios modernistas da arquitetura de Niemeyer, a quem descreve como "revolucionário e gênio".
David imigrou para Israel (fez Aliá) em 1949, onde trabalhou com Zeev Rechter. Em 1958, ele abriu seu próprio escritório projetando numerosas obras, como o Instituto de Engenheiros e a Associação de Jornalistas, ambas em Jerusalém, concluídas em 1966. Outras obras são a Universidade Hebraica e o Centro de Estudos Orientais em Jerusalém, capital de Israel.
As duas construções são diferentes, mas complementares, transmitindo um senso de harmonia. Ao contrário do que se poderia esperar de um complexo que representa o Israel moderno, o projeto arquitetônico foi inspirado na herança modernista brasileira na qual o arquiteto foi criado.

## Eventos marcantes

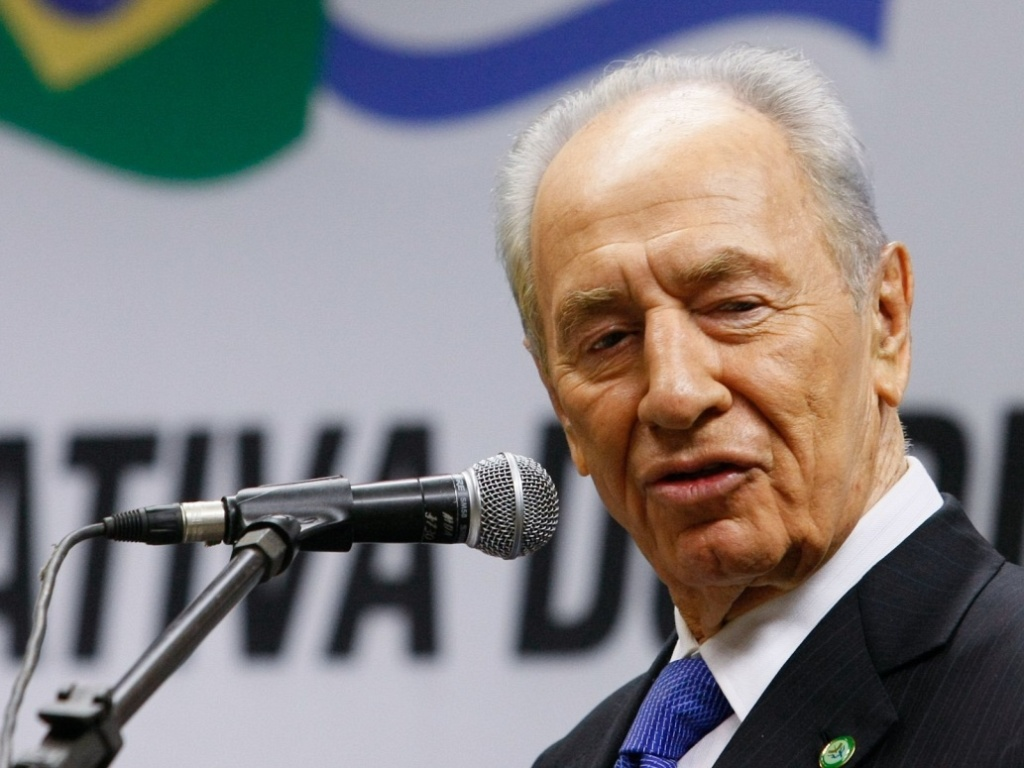
Shimon Peres no recebimento do título de Cidadão Honorário de Brasília em 2009 (Foto: Sergio Lima - Folha de S.Paulo)

A representação israelense, desde quando foi instalada em Brasília, viveu momentos memoráveis com a visita de inúmeras autoridades e artistas israelenses. Em 2009, o ex-presidente e vencedor do Prêmio Nobel da Paz de 1994, Shimon Peres, fez uma visita ao Brasil, a primeira visita de um chefe de Estado israelense em mais de 40 anos . Nesse mesmo ano, Shimon Peres recebeu o título de Cidadão Honorário de Brasília, em sessão solene da Câmara Legislativa do Distrito Federal.

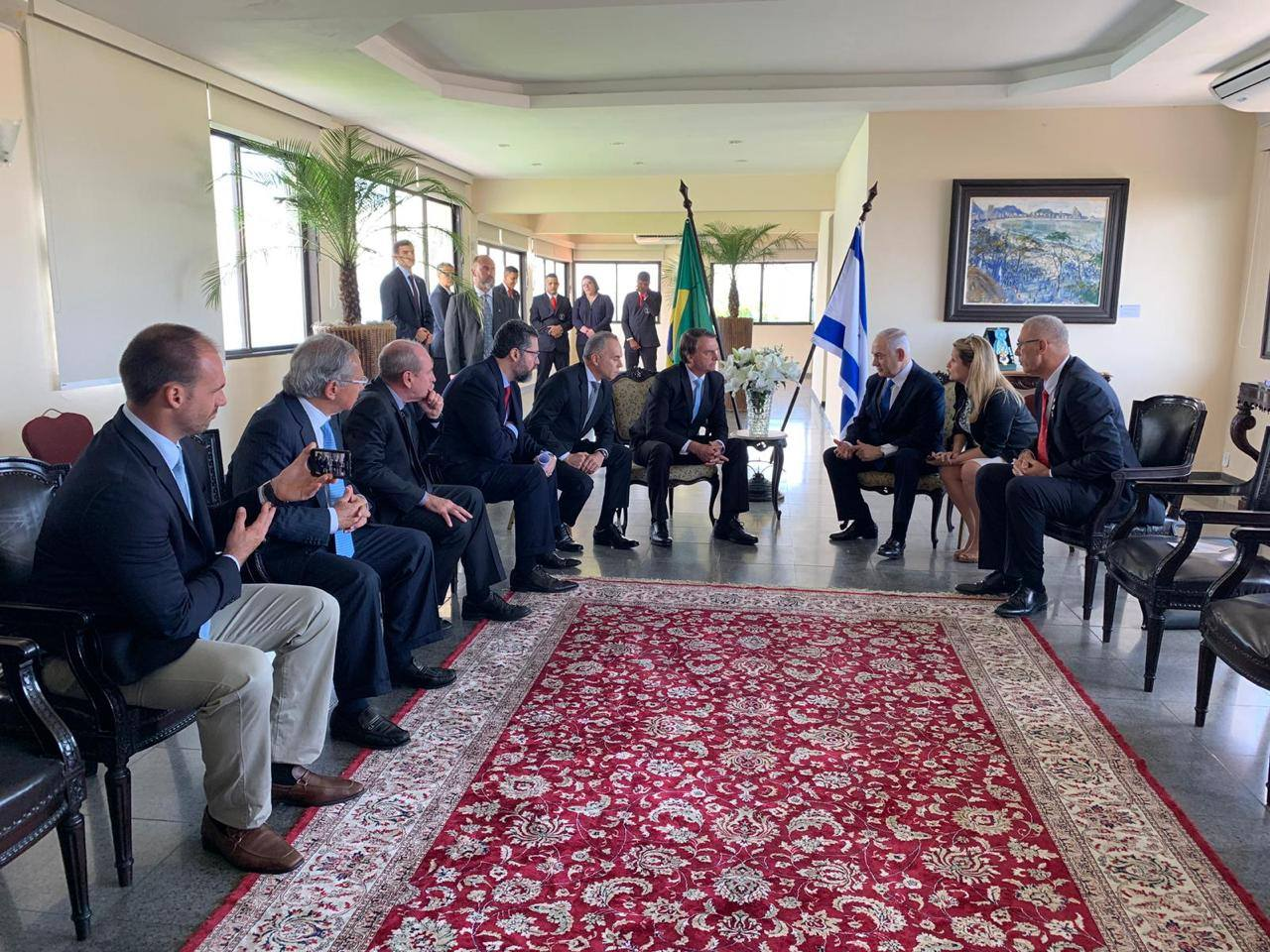
Benjamin Netanyahu em reunião com o embaixador Yossi Shelley, presidente eleito Jair Bolsonaro e futuros ministros no Forte de Copacabana

Mais recentemente, entre dezembro de 2018 e janeiro de 2019, o primeiro-ministro Benjamin Netanyahu visitou o Brasil e a embaixada. A visita marcou a primeira oficial de um primeiro-ministro israelense ao Brasil. Netanyahu desembarcou primeiramente no Rio de Janeiro, onde reuniu-se com o presidente eleito Jair Bolsonaro e com futuros ministros do governo no Forte de Copacabana. Em Brasília, foi um dos líderes mundiais a participar da posse de Jair Bolsonaro como presidente
A embaixada de Israel participa ativamente da vida social e cultural da cidade, promovendo concertos, exposições, ações sociais, palestras e atividades voltadas para o público brasileiro.

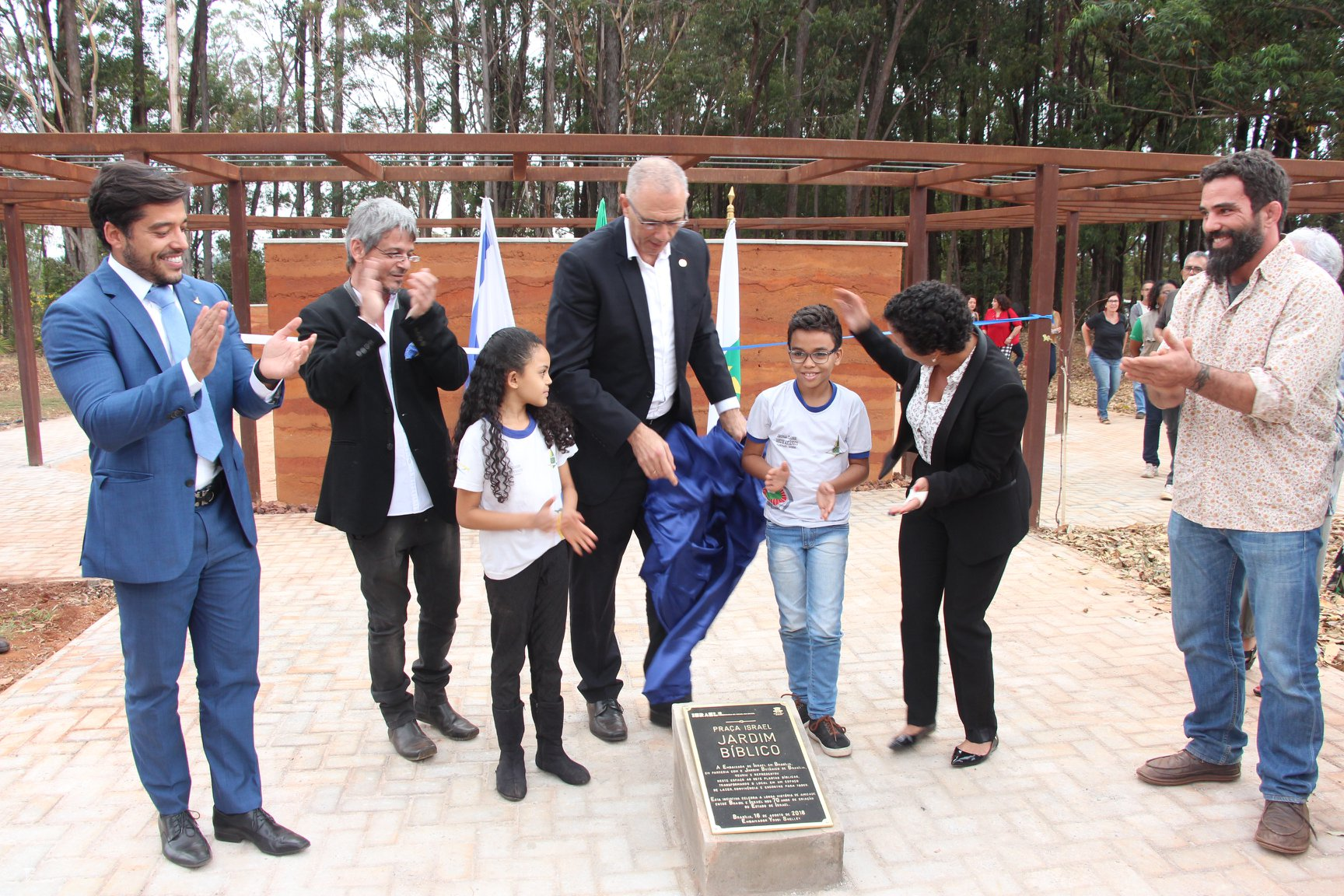
Embaixador Yossi Shelley inaugura o "Jardim Bíblico" em 2018 em Brasília

Graças a esse esforço conjunto, o público local teve a oportunidade de homenagear concertos com grandes nomes da música clássica israelense em cooperação com a Orquestra Sinfônica de Brasília, além de exposições sobre exploração espacial no Planetário de Brasília, e feiras culturais para alunos de escolas da rede pública.

Mural pintado por artistas locais no muro da embaixada em homenagem aos 70 anos de Israel

Em comemoração aos 70 anos do Estado de Israel, o muro interno da embaixada recebeu as cores grafitadas de quatro artistas locais: Pedro Sangeon (o Gurulino), Daniel Toys, Mikael Omik e Camilla Siren. Os murais, inspirados por Israel e sua diversidade, podem ser apreciados pelos visitantes da embaixada.
Em agosto de 2018, a embaixada de Israel foi a primeira representação diplomática a inaugurar sua praça no Jardim Botânico de Brasília, apresentando à comunidade local e aos visitantes um oásis do Oriente Médio em meio à  exuberante paisagem de savana. No denominado "Jardim Bíblico", foram plantadas as principais espécies de plantas mencionadas na Bíblia, como tamareiras, vinhedos, oliveiras, figueiras e romãs. Mosaicos que retratam temas bíblicos, produzidos por artistas israelenses e brasileiros, decoram o espaço. Após essa iniciativa pioneira, outras embaixadas seguiram seu exemplo.
No mês de maio de 2019, o presidente Jair Bolsonaro participou da celebração na embaixada do Yom Haatzmaut, o Dia da Independência de Israel. Foi a primeira vez que um presidente brasileiro participou da Data Nacional de Israel ao longo da história.

## Missões de ajuda humanitária

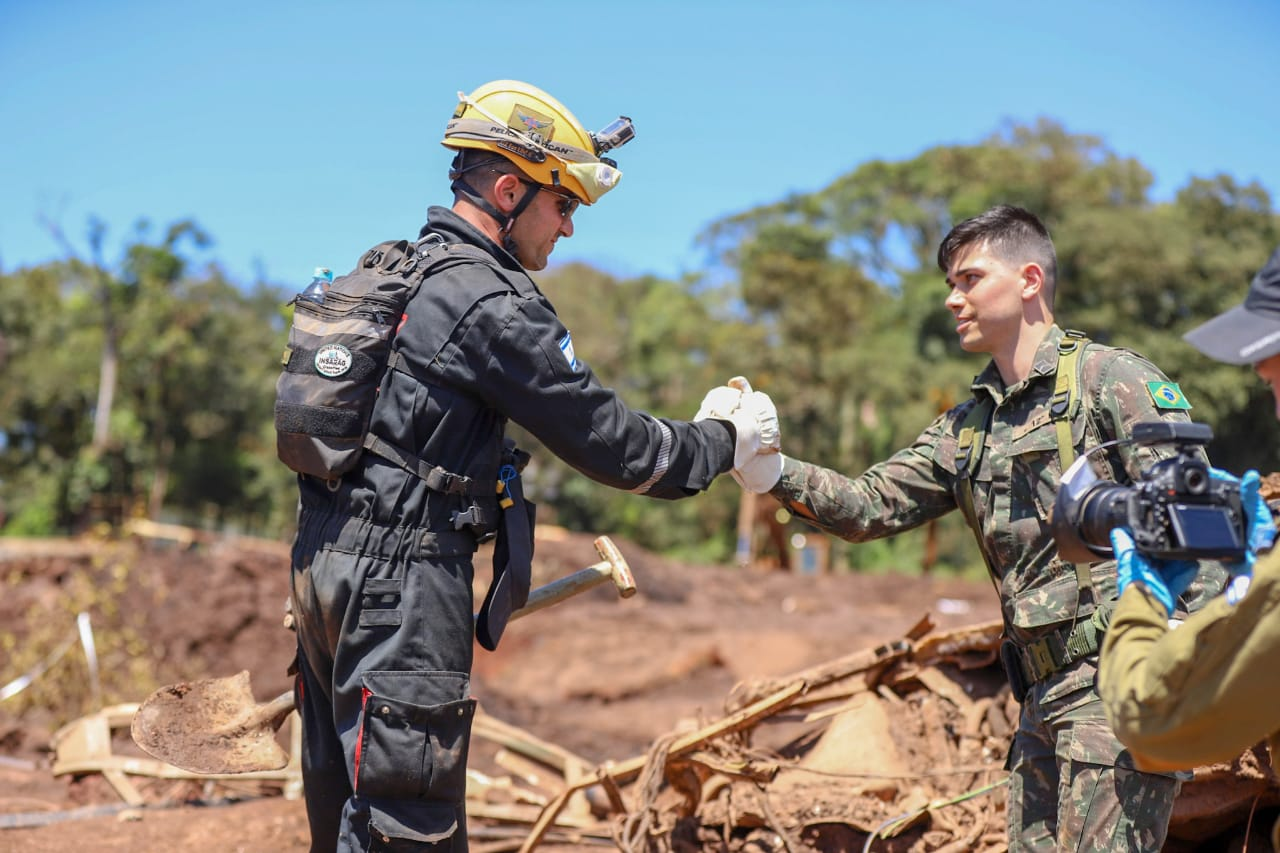
Soldados de Brasil e Israel se cumprimentam na operação de resgate em Brumadinho, em janeiro de 2019

Ao longo dos anos, a embaixada de Israel no Brasil coordenou missões de ajuda humanitária junto ao governo israelense para auxiliar os brasileiros.

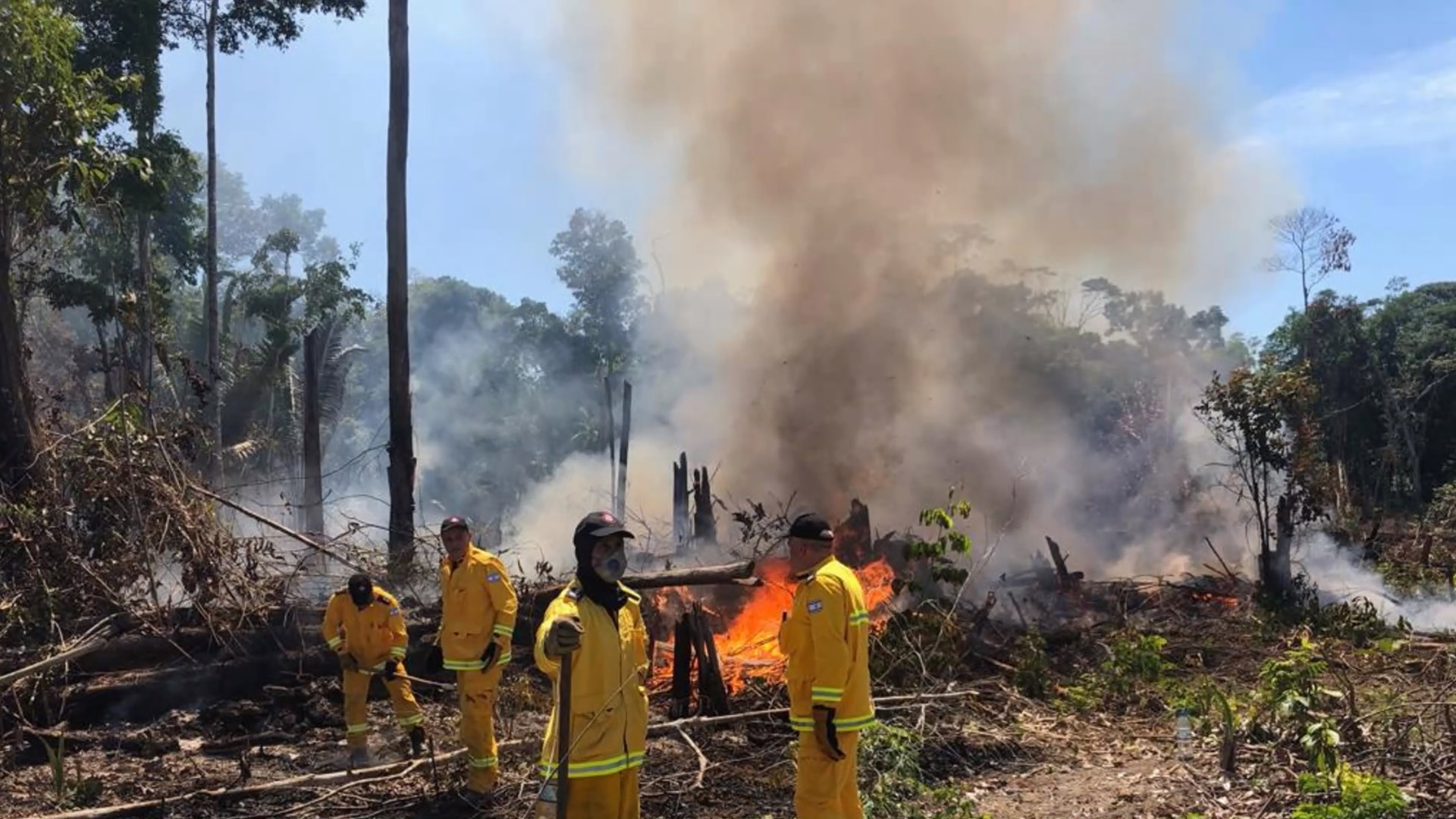
Bombeiros israelenses combatem fogo na Amazônia, em setembro de 2019

Em janeiro de 2019, Israel ajudou o Brasil em um dos maiores desastres da história brasileira, o rompimento da barragem de Brumadinho, em Minas Gerais. O país foi o único a oferecer assistência na ocasião.[carece de fontes?] A tragédia vitimou 270 pessoas e causou grandes perdas ambientais e patrimoniais. O embaixador de Israel, Yossi Shelley, acompanhou pessoalmente as buscas.  Em quatro dias de operação, a missão israelense localizou 35 pessoas desaparecidas, sem sobreviventes.

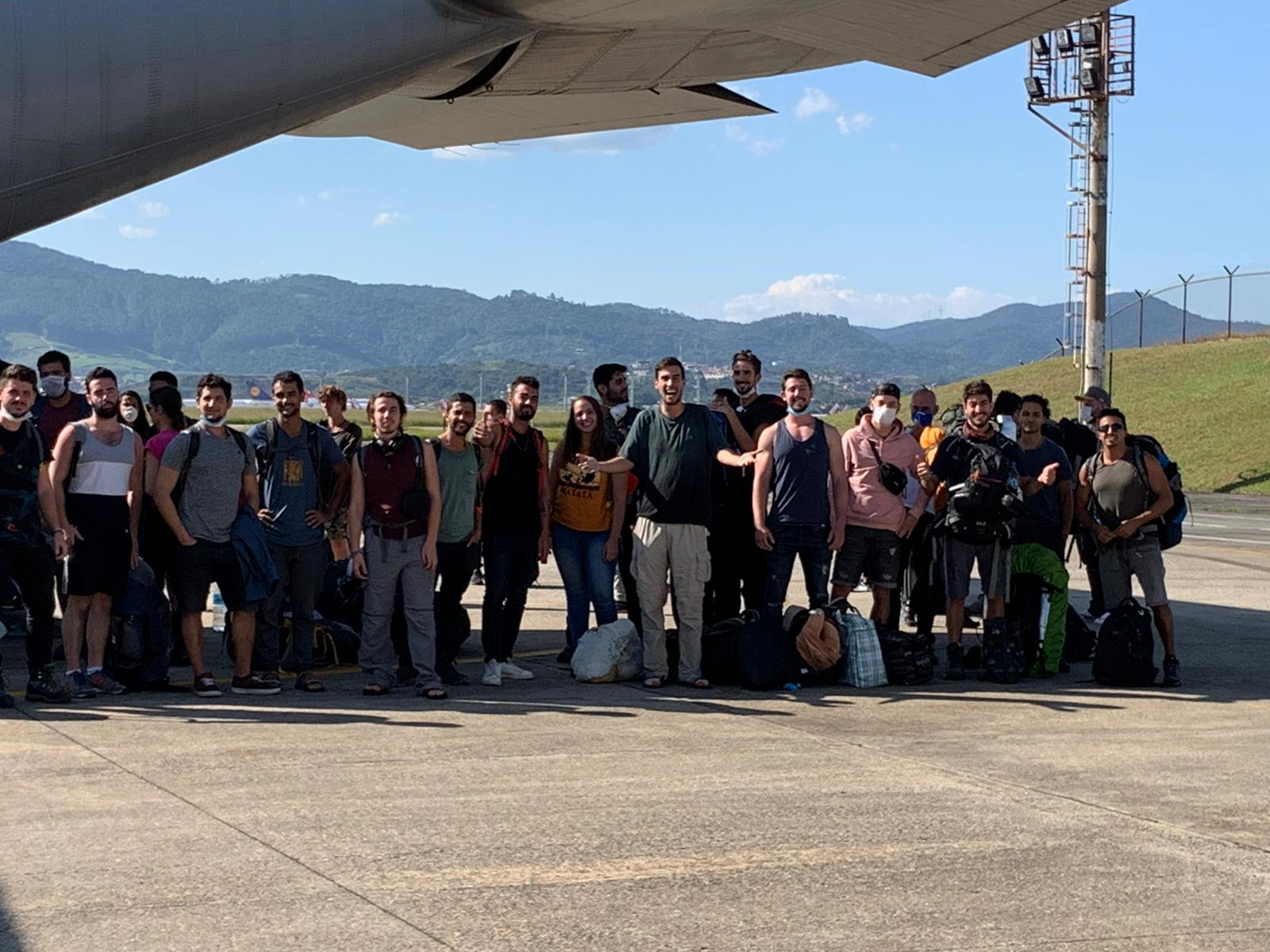
Cidadãos israelenses e de outras nacionalidades que foram resgatados na Bolívia após o fechamento das fronteiras do país

Em setembro do mesmo ano, Israel enviou ao Brasil uma equipe de onze bombeiros especialistas em incêndios florestais para auxiliar nos trabalhos contra as queimadas na Amazônia.  A missão recebida em Brasília pelo presidente da República, Jair Bolsonaro, ajudou as equipes brasileiras que estavam na linha de frente dos incêndios em Rondônia. Sob o comando do adido militar de Israel Oded Knaan, os profissionais desembarcaram em Porto Velho e participaram com 39 militares brasileiros das ações de combate ao fogo.
No ano de 2020, com a coordenação da embaixada de Israel no Brasil e o apoio do Itamaraty, foi conduzida uma complexa operação para retirar cidadãos israelenses, brasileiros e de outras nacionalidades que estavam retidos na Bolívia após o fechamento das fronteiras do país devido à pandemia do coronavírus. Foi o primeiro grupo de estrangeiros autorizado a deixar a Bolívia após o início da crise provocada pela Covid-19.

## Serviços consulares
- Registro de cidadãos israelenses no Brasil
- Consularização de documentos (Atos notariais)
- Emissão e extensão da validade de documentos de viagem israelenses
- Registro de crianças nascidas em território brasileiro que são filhas de cidadãos israelenses
- Questões relacionadas ao serviço militar em Israel
- Pedidos de informação relativos ao Registro Populacional do Estado de Israel e à Polícia de Israel
- Notificações ao Ministério do Interior sobre alterações de estado civil, falecimento e mudança de nomes de cidadãos Israelenses:
- Renúncia à cidadania israelense
- Questões acerca dos direitos dos cidadãos retornados
- Vistos

## A embaixada e seus embaixadores
David Shantiel (1952/1955)
Arieh Aroch (1956/1959)
Yosef Tekoa (1960/1962)
Arieh Eshol (1962/1964)
Yossef Nahmias (1964/1966)
Shmuel Divon (1966/1968)
Itzhak Harkavi (1968/1973)
Mordekhai Shneerson (1973/1976)
Moshe Erel (1977/1980)
Shaul Ramati (1980/1983)
Rahamin Timor (1983/1986)
Itzhak Sarfaty (1986/1989)
David Ephrati (1989/1992)
Shlomo Bino (1992/1995)
Yaakov Keinan (1995/2000)
Daniel Gazit (2000/2004)
Tipora Rimon (2004/2008)
Giora Becher (2008/2011)
Raphael Eldad (2011/2014)
Reda Mansour (2014/2015)
Yossi Shelley (2017/2021)
Daniel Zonshine (2021/2025) 
O embaixador indicado pelo governo israelense em janeiro de 2025 encontra-se com o cargo vago, devido ao impedimento por parte do governo brasileiro.